# Sementron
Sementron és un municipi francès, situat al departament del Yonne i a la regió de Borgonya - Franc Comtat. L'any 2007 tenia 117 habitants.

## Demografia

### Població
El 2007 la població de fet de Sementron era de 117 persones. Hi havia 52 famílies, de les quals 12 eren unipersonals (12 dones vivint soles i 12 dones vivint soles), 24 parelles sense fills i 16 parelles amb fills.
La població ha evolucionat segons el següent gràfic:
Habitants censats

### Habitatges
El 2007 hi havia 85 habitatges, 53 eren l'habitatge principal de la família, 28 eren segones residències i 4 estaven desocupats. Tots els 85 habitatges eren cases. Dels 53 habitatges principals, 43 estaven ocupats pels seus propietaris, 8 estaven llogats i ocupats pels llogaters i 2 estaven cedits a títol gratuït; 1 tenia una cambra, 2 en tenien dues, 11 en tenien tres, 8 en tenien quatre i 31 en tenien cinc o més. 40 habitatges disposaven pel capbaix d'una plaça de pàrquing. A 21 habitatges hi havia un automòbil i a 27 n'hi havia dos o més.

### Piràmide de població
La piràmide de població per edats i sexe el 2009 era:
| Homes | Edats   | Dones |
| ----- | ------- | ----- |
| 0     | 95 o +  | 0     |
| 4     | 90 a 94 | 0     |
| 0     | 85 a 89 | 0     |
| 0     | 80 a 84 | 0     |
| 4     | 75 a 79 | 8     |
| 0     | 70 a 74 | 4     |
| 4     | 65 a 69 | 0     |
| 12    | 60 a 64 | 4     |
| 4     | 55 a 59 | 0     |
| 0     | 50 a 54 | 0     |
| 12    | 45 a 49 | 4     |
| 4     | 40 a 44 | 0     |
| 0     | 35 a 39 | 0     |
| 0     | 30 a 34 | 4     |
| 4     | 25 a 29 | 0     |
| 4     | 20 a 24 | 4     |
| 0     | 15 a 19 | 4     |
| 0     | 10 a 14 | 0     |
| 0     | 5 a 9   | 0     |
| 0     | 0 a 4   | 4     |

## Economia
El 2007 la població en edat de treballar era de 72 persones, 53 eren actives i 19 eren inactives. De les 53 persones actives 49 estaven ocupades (25 homes i 24 dones) i 4 estaven aturades (3 homes i 1 dona). De les 19 persones inactives 9 estaven jubilades, 6 estaven estudiant i 4 estaven classificades com a «altres inactius».

### Ingressos
El 2009 a Sementron hi havia 53 unitats fiscals que integraven 119 persones, la mediana anual d'ingressos fiscals per persona era de 18.179 €.

### Activitats econòmiques
Dels 7 establiments que hi havia el 2007, 1 era d'una empresa de fabricació d'altres productes industrials, 1 d'una empresa de construcció, 1 d'una empresa d'hostatgeria i restauració, 1 d'una empresa immobiliària, 1 d'una empresa de serveis i 2 d'entitats de l'administració pública.
Dels 2 establiments de servei als particulars que hi havia el 2009, 1 era un taller de reparació d'automòbils i de material agrícola i 1 lampisteria.
L'any 2000 a Sementron hi havia 7 explotacions agrícoles que ocupaven un total de 402 hectàrees.

## Poblacions més properes
El següent diagrama mostra les poblacions més properes.